# リー・ゲイズ
リー・ジェイムズ・ゲイズ（Lee James Gaze、1975年5月21日 - ）は、ウェールズポンティプリッド出身のミュージシャンである。元ロストプロフェッツのメンバー。現在は、ノー・デヴォーションのメンバーとして活動している。

## 経歴
1991年、Aftermathを結成した。1994年に他の2人の地元のミュージシャンと力を合わせてFleshbindを結成した。
方向性の欠如にうんざりして、GazeはFleshbindを解散し、ロストプロフェッツを結成した。
2013年10月、ロストプロフェッツが解散。2014年、ノー・デヴォーションを結成する。